# Sinantherina semibullata
Sinantherina semibullata is een raderdiertjessoort uit de familie Flosculariidae. De wetenschappelijke naam van deze soort is voor het eerst geldig gepubliceerd in 1889 door Thorpe.